# Blepharita concinna
Blepharita concinna är en fjärilsart som beskrevs av John Henry Leech 1900. Blepharita concinna ingår i släktet Blepharita och familjen nattflyn. Inga underarter finns listade i Catalogue of Life.